# Kagogo (periodiskt vattendrag i Burundi, Bubanza)
Kagogo är ett periodiskt vattendrag i Burundi.   Det ligger i provinsen Bubanza, i den nordvästra delen av landet, 29 kilometer nordost om huvudstaden Bujumbura.
I omgivningarna runt Kagogo växer i huvudsak städsegrön lövskog. Runt Kagogo är det tätbefolkat, med 308 invånare per kvadratkilometer.